# 왕충 (전한)
왕충(王充, ? ~ ?)은 전한 중기의 관료이자 외척으로, 우내사 괴리현(槐里縣) 사람이다. 효경황후의 조카이다.

## 행적
원광 3년(기원전 132년), 아버지 왕신의 뒤를 이어 갑후(蓋侯)에 봉해졌다.
원수 6년(기원전 117년), 대사마거기장군 곽거병은 무제에게 황자들이 장성하였으니 그에 걸맞은 지위를 내려줄 것을 건의하였다. 무제는 재가하는 한편 어사대부 장탕에게 일을 처리하게 하였고, 태상 왕충은 승상 장청적·어사대부 장탕·대행령 이식·태자소부 안과 함께 논의를 거쳐 유굉·유단·유서를 제후왕에 봉할 것을 상주하였다.
시호를 경(頃)이라 하였고, 아들 왕수가 작위를 이었다.

## 출전
- 사마천, 《사기》 권19 혜경간후자연표·권60 삼왕세가
- 반고, 《한서》 권18 외척은택후표·권19하 백관공경표 下